# آلفين بوروز
آلفين بوروز (بالإنجليزية: Alvin Burroughs)‏ هو عازف جاز أمريكي، ولد في 21 نوفمبر 1911 في موبيل في الولايات المتحدة، وتوفي في 1 أغسطس 1950 في شيكاغو في الولايات المتحدة.

## وصلات خارجية
- آلفين بوروز على موقع ميوزك برينز (الإنجليزية)
- آلفين بوروز على موقع أول ميوزيك (الإنجليزية)
- آلفين بوروز على موقع ديسكوغز (الإنجليزية)